# Winona Ryder
Winona Ryder (født Winona Laura Horowitz, den 29. oktober 1971 i Minnesota, USA) er en amerikansk Oscar og Golden Globe-nomineret skuespillerinde. Hun har arbejdet med nogle af de største Instruktører i filmbranchen, heriblandt Martin Scorsese, Tim Burton, Ron Howard, J.J. Abrams, Francis Ford Coppola og danske Bille August. Siden 2016 har hun været med i Netflix science-fiction serien Stranger Things.

## Karriere
Ryders forældre var medlemmer af et hippie-kollektiv og flyttede en hel del før hun blev født. Hun har tre søskende. I starten af 1980'erne slog de sig ned i Petaluma i Californien.

### 1990'erne
Hun fik sit store gennembrud med Heathers i 1989, en sort komedie med Christian Slater i hovedrollen. Mellem 1988-1990, arbejdede hun med Tim Burton på filmene Beetlejuice og Edward Saksehånd. I sidstnævnte spillede hun overfor Johnny Depp, som hun var forlovet med i tre år. I 1990 var hun også med i komedie-dramet Skønne sild overfor Cher og Christina Ricci, hvilket også førte til hendes medvirken i musik-videoen til Cher's version af "The Shoop Shoop Song", der udgjorde filmens tema-melodi. For filmen modtog hun sin første Golden Globe nominering.
Hun blev nomineret til en Oscar for sin birolle i Martin Scorseses Uskyldens år (1993) og igen for sin hovedrolle i Pigebørn (1994). I 1990'erne medvirkede hun også i Francis Ford Coppolas gotiske gyser Dracula overfor Keanu Reeves og Gary Oldman, Ben Stillers instruktør-debut Reality Bites, Woody Allens Celebrity, Jean-Pierre Jeunets Alien: Genopstandelsen, den tredje opfølger til Ridley Scott Alien, samt Bille Augusts Åndernes Hus, overfor Meryl Streep og Glenn Close, som solgte 940.700 billetter i danske biografer.
Hun har igennem sin karriere været åben omkring sin depression og brugte syv år som producer på at få igangsat Girl, Interrupted, en filmatiseringen af Susanna Kaysens selvbiografi, der omhandlede emnet. Filmen indbragte Angelina Jolie en Oscar for Bedste Kvindelige Birolle. Ryder led også under overeksponering og udmattelse, hvilket bl.a. førte til at hun droppede ud af Francis Ford Coppolas The Godfather: Part III, hvori hun oprindeligt havde rollen som Mary Corleone.

### 2000'erne
I perioden fra start-til-midt-2000'erne blev hun mindre aktiv som skuespillerinde. Hun spillede den kræftramte Charlotte Fielding overfor Richard Gere i Joan Chens drama Autumn in New York, og spillede overfor Adam Sandler i komedien Deeds, men begge film modtog hårde ord fra kritikerne. Hun havde desuden en gæsteoptræden i den populære komedie-serie Friends i 2002, hvor hun spillede overfor Jennifer Aniston som Rachels tidligere veninde. Hun medvirkede i Richard Linklaters A Scanner Darkly, overfor Keanu Reeves og Robert Downey Jr, der havde premiere ved Film-festivalen i Cannes i 2006. I stedet for skuespil begyndte Ryder at opsøge andre interesser, såsom lingvistik og etymologi, og deltog i kurser om Amerikansk Forfatningsret ved University of California, Berkeley.
I julen 2001 blev hun arresteret for at have stjålet tøj for tusindvis af dollars i en eksklusiv tøjbutik.
Efter en pause fra mainstream-produktioner, vendte hun tilbage til større film i 2009. Først havde hun en rolle i J.J. Abrams' science-fiction storfilm Star Trek. Hun spillede rollen som Amanda Grayson, moderen til filmens hovedkarakter, Spock, spillet af Zachary Quinto. Størstedelen af Ryders materiale blev dog klippet ud af den endelige film, heriblandt en scene med Leonard Nimroy der oprindeligt fungerede som filmens åbningssekvens. Hun tog imod rollen efter at være blevet inspireret af Marlon Brandos cameo-optræden i Superman fra 1978. Filmen var en biografssucces i USA og solgte 47.198 billetter i Danmark, hvilket gjorde den til hendes mest sete film i danske biografer i flere år.

### 2010'erne
Igennem 2010'erne fortsatte Ryder sin karriere inden for film og tv. I 2010 havde hun hovedrollen som Lois Wilson i dramaet When Love is Not Enough, hvilket indbragte hende en SAG-nominering. Dernæst spillede hun ballerinaen Beth Macintyre i Darren Aronofskys psykologiske drama Black Swan overfor Natalie Portman. Filmen modtog 5 Oscar-nomineringer, heriblandt Bedste Film, den første film i Ryders karriere til at opnå dette. Samtidig blev det hendes mest indtjenende film på verdensplan og solgte 163.490 billetter i Danmark. I 2012 samarbejdede hun med Tim Burton, for første gang siden 1990, på to forskellige projekter. Hun lagde stemme til Elsa van Helsing i hans stop-motion-film Frankenweenie, som ikke blev en biografsucces, trods en varm modtagelse af de amerikanske kritikere. Den blev nomineret til en Golden Globe og en Oscar for Bedste animationsfilm. Ryder optræder på filmens soundtrack med nummeret Praise Be New Holland. Dernæst var hun aktuel i Burtons musikvideo til Here With Me af The Killers.
I 2016 var hun aktuel i Netflix-serien Stranger Things, hvori hun spiller Joyce Byers, en mor der ønsker at opklare sin søns mystiske forsvinden. For hendes præstation er hun blevet hædret med en Golden Globe nominering og to SAG-nomineringer. Seriens to første sæsoner var begge en publikumssucces og en tredje sæson er sat til at begynde i juli 2019.
Blandt andre kommercielle projekter arbejder hun med designer Marc Jacobs og var i 2018 medvirkende i en forårskampagne for den svenske tøj-kæde H&M, overfor Elizabeth Olsen.

## Filmografi
| År   | Film                                                 | Rolle                              | Notis                            |
| ---- | ---------------------------------------------------- | ---------------------------------- | -------------------------------- |
| 2019 | Stranger Things: Sæson 3                             | Joyce Byers                        |                                  |
| 2018 | Destination Wedding                                  | Lindsay                            |                                  |
| 2017 | Stranger Things: Sæson 2                             | Joyce Byers                        | Netflix-serie                    |
| 2016 | Stranger Things: Sæson 1                             | Joyce Byers                        | Netflix-serie                    |
| 2015 | Show Me a Hero                                       | Vinni Restiano                     | HBO Mini-serie                   |
| 2015 | Experiementer                                        | Alexandra 'Sasha' Milgram          |                                  |
| 2014 | Turks & Caicos                                       | Melanie Fall                       | BBC Mini-serie                   |
| 2013 | Homefront                                            | Sheryl Marie Mott                  |                                  |
| 2013 | The Iceman                                           | Deborah Pellicotti                 |                                  |
| 2012 | Frankenweenie                                        | Elsa Van Helsing                   | stemme                           |
| 2012 | The Letter                                           | Martine                            |                                  |
| 2011 | The Dilemma                                          | Geneva                             |                                  |
| 2010 | Black Swan                                           | Beth Macintyre                     |                                  |
| 2010 | When Love Is Not Enough: The Lois Wilson Story       | Lois Wilson                        |                                  |
| 2009 | The Private Lifes of Pippa Lee                       | Sandra Dulles                      |                                  |
| 2009 | Stay Cool                                            | Scarlet Smith                      |                                  |
| 2009 | Star Trek                                            | Amanda Greyson                     |                                  |
| 2008 | The Last Word                                        | Charlotte                          |                                  |
| 2008 | The Informers                                        | Cheryl Moore                       |                                  |
| 2007 | The Ten                                              | Kelly                              |                                  |
| 2007 | Sex and Death 101                                    | Gillian                            |                                  |
| 2006 | The Darwin Awards                                    | Siri                               |                                  |
| 2006 | A Scanner Darkly                                     | Donna                              |                                  |
| 2005 | Children of the Revolution: Tune Back In             | Sig selv                           | Dokumentarfilm                   |
| 2004 | The Heart Is Deceitful Above All Things              | Psykolog                           |                                  |
| 2003 | The Day My God Died                                  | Narrator                           | stemme, producer, dokumentarfilm |
| 2002 | S1m0ne                                               | Nicola Anders                      |                                  |
| 2002 | Mr. Deeds                                            | Babe Bennett/Pam Dawson            |                                  |
| 2001 | Zoolander                                            | Sig selv                           |                                  |
| 2001 | Friends                                              | Melissa Warburton                  | Sæson 7, Episode 20              |
| 2000 | Lost Souls                                           | Maya Larkin                        |                                  |
| 2000 | Autumn in New York                                   | Charlotte Fielding                 |                                  |
| 1999 | Girl, Interrupted                                    | Susanna Kaysen                     | Også producer                    |
| 1998 | Celebrity                                            | Nola                               |                                  |
| 1997 | Alien: Resurrection (Alien: Genopstandelsen)         | Annalee Call                       |                                  |
| 1996 | The Crucible (Heksejagt)                             | Abigail Williams                   |                                  |
| 1996 | Looking for Richard                                  | Lady Anne                          | Dokumentarfilm                   |
| 1996 | Boys                                                 | Patty Vare                         |                                  |
| 1995 | How to Make an American Quilt (Kærlighedens mønster) | Finn Dodd                          |                                  |
| 1994 | Little Women (Pigebørn)                              | Josephine "Jo" March               |                                  |
| 1994 | Reality Bites                                        | Lelaina Pierce                     |                                  |
| 1994 | The Simpsons                                         | Alison Taylor                      | Stemme, Sæson 6, Episode 2:      |
| 1993 | The House of the Spirits (Åndernes Hus)              | Blanca Trueba                      |                                  |
| 1993 | The Age of Innocence (Uskyldens År)                  | May Welland                        |                                  |
| 1992 | Bram Stoker's Dracula                                | Wilhelmina "Mina" Harker/Elisabeta |                                  |
| 1991 | Night on Earth                                       | Corky                              |                                  |
| 1990 | Mermaids (Skønne sild)                               | Charlotte Flax                     |                                  |
| 1990 | Edward Scissorhands (Edward Saksehånd)               | Kim                                |                                  |
| 1990 | Welcome Home, Roxy Carmichael (Pigen i pink)         | Dinky Bossetti                     |                                  |
| 1989 | Great Balls of Fire                                  | Myra Gale Lewis                    |                                  |
| 1989 | Heathers                                             | Veronica Sawyer                    |                                  |
| 1988 | 1969                                                 | Beth                               |                                  |
| 1988 | Beetlejuice                                          | Lydia                              |                                  |
| 1987 | Square Dance                                         | Gemma Dillard                      |                                  |
| 1986 | Lucas (Mig og min kvinde)                            | Rina                               |                                  |